# Ivana Yturbe
Ivana Gabriela Yturbe Contreras (Santiago de Surco, 19 de abril de 1996) es una modelo, exreina de belleza y empresaria peruana.

## Trayectoria
Es hija de Guillermo Yturbe e Yvana Contreras.[cita requerida] Comenzó su carrera en el modelaje desde adolescente, participando en diferentes desfiles de moda y eventos locales.
En 2013 participó en el certamen de belleza Miss Teen Perú Universo, consagrándose ganadora y accede al concurso principal Miss Teen Universe 2013 sin éxito. Poco después se incorporó al reparto principal del reality show Esto es guerra en 2014, desempeñándose en el rol de competidora, retomando el rol con el otro formato Combate entre 2017 y 2018.
Fue invitada por la exreina de belleza Jessica Newton para prestar su presencia en el certamen nacional Miss Perú Universo 2016.  Con solo veinte años, Yturbe concursa como representante de la Región Lima, ocupando el quinto puesto de la edición, nombrada después 4.ª finalista y trasladó su preparación para el concurso Reina Mundial del Banano 2016,donde se consagró ganadora de la edición, que fue realizado en Ecuador.
En el año 2017, Yturbe se lanzó como empresaria, estrenando la marca de ropa Traki, junto a su entonces pareja sentimental, la estrella de telerrealidad Mario Irivarren.Al año siguiente, inauguró su siguiente emprendimiento del mismo formato Minnae Jeans y en 2020, su propia marca de lencería.
En el año 2020, fue nominada a «The 100 Most Beautiful Faces» de la encuestadora TC Candler, junto a otras figuras televisivas nacionales como el actor Andrés Wiese y la también modelo Luciana Fuster, volviendo a la nominación en 2021y 2022. Seguidamente, Yturbe se suma al elenco del magacín peruano En boca de todos para lanzar su secuencia Los antojitos de Ivana, basada en su faceta como madre de familia. Al año siguiente, Yturbe tuvo una participación especial en la película cómica peruana Mundo gordo en un rol principal.
En el año 2024, fue participante del programa concurso culinario El gran chef famosos de Latina Televisión.

## Concursos de belleza
- Miss Teen Perú Universo 2013: Ganadora
- Miss Teen Universe 2013: No clasificó
- Miss Perú Universo 2016: 4.ª finalista
- Reina Mundial del Banano 2016: Ganadora
- Miss Progress Internacional 2019: Abandona la competencia

## Filmografía

### Televisión
| Año       | Título                        | Rol                                                      | Emisión            |
| --------- | ----------------------------- | -------------------------------------------------------- | ------------------ |
| 2012      | Hombres trabajando para ellas | Modelo y parte de una secuencia de moda                  | Frecuencia Latina  |
| 2014-2015 | Esto es guerra                | Participante                                             | América Televisión |
| 2019-2021 | Esto es guerra                | Participante                                             | América Televisión |
| 2016      | Amor, amor, amor              | Invitada especial                                        | Latina Televisión  |
| 2016      | El gran show                  | Participante                                             | América Televisión |
| 2017-2018 | Combate                       | Participante                                             | ATV                |
| 2021      | En boca de todos              | Reportera y parte de la secuencia Los antojitos de Ivana | América Televisión |
| 2024      | El gran chef famosos          | Participante                                             | Latina Televisión  |

### Cine
| Año  | Título      | Rol |
| ---- | ----------- | --- |
| 2022 | Mundo gordo |     |